# Morris 1100

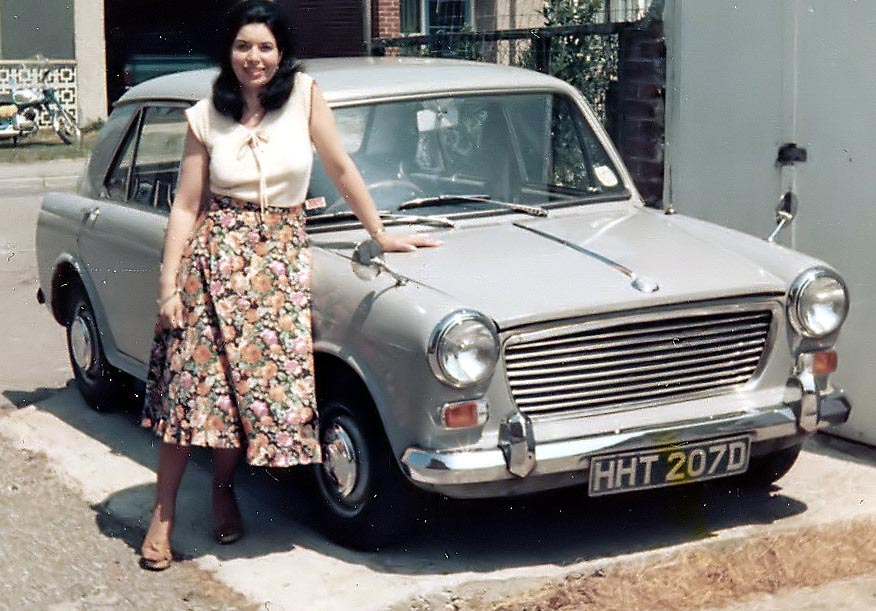
Morris 1100 Mark I 1962–1967

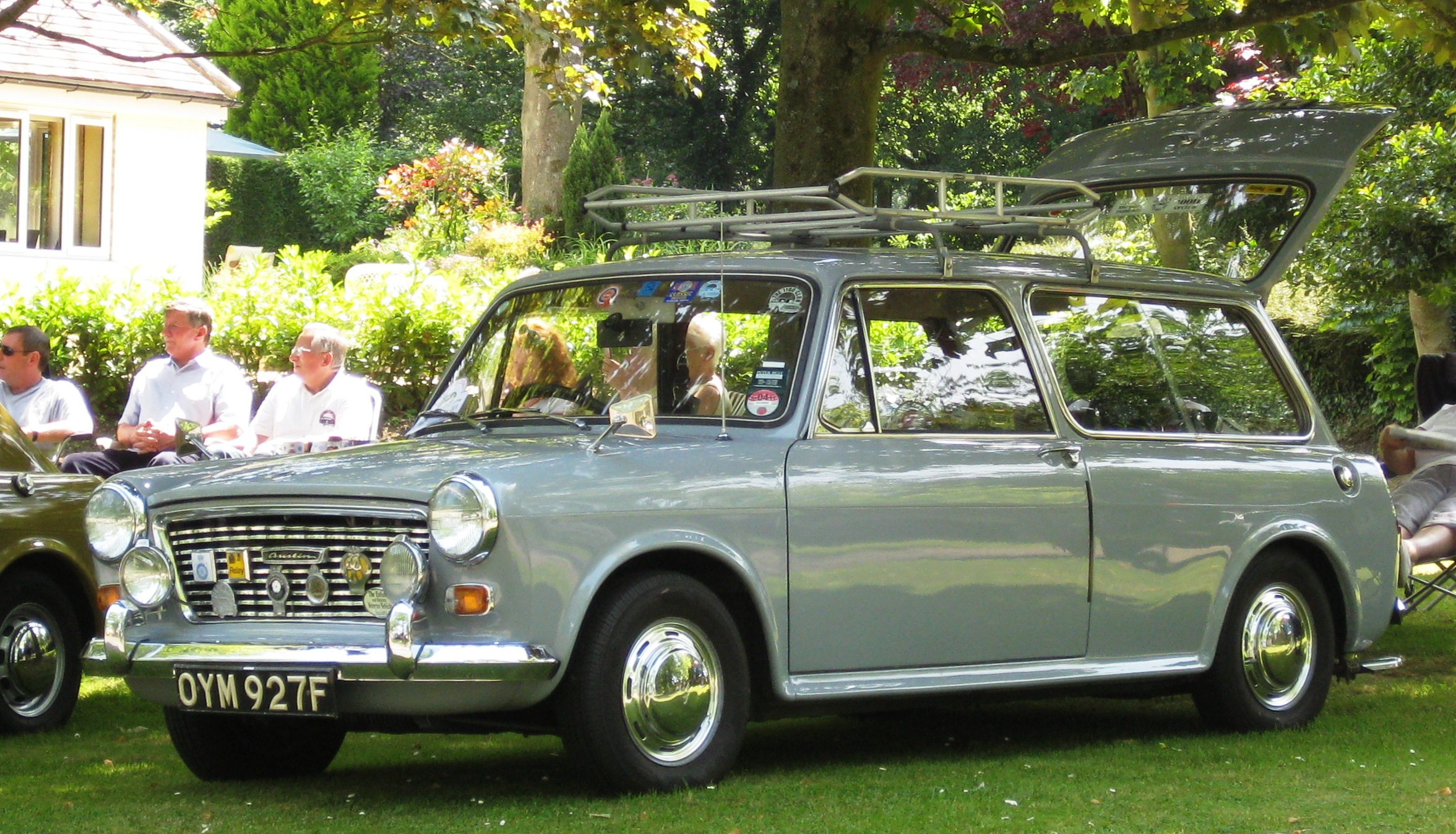
Austin Countryman, 1100 (versió familiar) 1.967. Aquesta va ser la versió que es va immortalitzar en el Fawlty Towers, en l'episodi "Nit Gourmet"

El 'BMC ADO16' ("Dibuix #16 de l'Oficina de projectes d'Austin") és una família de cotxes petits construïts per la British Motor Corporation (BMC) i, més tard, British Leyland. Va ser llançat el 1962 i, durant tota aquesta dècada, el ADO16 va ser el cotxe més venut en el Regne Unit.
Els models inclouen:
- Austin 1100 i 1300.
- Austin America, Glider i Victoria.
- BMC 1100.
- Innocenti IM3.
- MG 1100 i 1300.
- Morris 1100 i 1300.
- Riley Kestrel 1300 i.
- Wolseley 1100, 1275 i 1300.
- XC/9002.

Encara que la majoria dels cotxes van ser fabricats a Anglaterra, també van ser construïts a Espanya per AUTHI, a Itàlia per Innocenti i a la planta propietat de la companyia a Bèlgica. Va ser la base per a l'adaptació local d'automòbils similars fabricats a Austràlia i Sud-àfrica.
El vehicle va ser llançat com el Morris 1100, el 15 d'agost de 1962. La gamma es va ampliar per incloure diverses versions de submarques, inclòs el MG 1100 de doble carburador SU, el Vanden Plas Princess (a partir d'octubre de 1962), l'Austin 1100 (agost de 1963), i, finalment, el Wolseley 1100 (1965) i Riley Kestrel (1965).
El Morris 1100/1300 va acabar la seva comercialització el 1971, però l'Austin i versions del Vanden Plas es van mantenir en producció al Regne Unit fins al juny de 1974.